# M/S Ragnvald Jarl
M/S Ragnvald Jarl är ett norskt passagerarfartyg. Hon byggdes 1956  och levererades från Blohm & Voss AG i Hamburg i Tyskland till Det Nordenfjeldske Dampskibsselskab i Trondheim. Hon seglade i Hurtigrutens trafik mellan Bergen och Kirkenes. Namnet hade hon efter Ragnvald den helige och Ragnvald Mørejarl.
Hon ägdes 1985–1988 av A/S Kosmos i Bergen och 1988–1996 av Troms Fylkes Dampskibsselskap i Tromsø. Åren 1996–2007 var hon skolfartyg under namnet M/S Gann för Rogaland Sjøsaspirantskole i Stavanger och ägdes av Unge Sjømenns Kristelige Forening. Därefter har hon, omdöpt till M/S Sjøkurs, från 2007 varit skolfartyg för Sørlandet Seilende Skoleskibs Institution i Kristiansand, och från 2014 för Stiftelsen Sørlandets Maritime Vidergående Skole i Kristiansand.